# Gonneke Huizing
Gonneke Huizing (Groningen, 11 april 1960) is een Nederlandse kinderboekenschrijfster.

## Biografie
Gonneke Huizing studeerde Nederlandse Taal- en Letterkunde in Groningen. Sinds 1985 geeft zij Nederlandse les op een middelbare school. Zij schreef in 1996 bij uitgeverij Sjaloom met de titel Mes op de keel. Dit boek kreeg een eervolle vermelding van de Jonge Jury en werd ook in het Duits vertaald. Sindsdien zijn zestien boeken verschenen voor zowel jonge kinderen (vanaf 6 jaar) als voor oudere kinderen (vanaf 10 jaar). Bovendien werkte zij mee aan een serie boeken voor Wolters-Noordhoff. In 2006 stond de titel 4 love op de longlist voor de Prijs van de Jonge Jury. In 2008 stond de titel Babylove op de longlist voor de Prijs van de Jonge Jury. Een belangrijke thematiek in het werk van Gonneke Huizing is macht en onmacht.